# Кулеша, Гэри
Гэри Кулеша (англ. Gary Kulesha) — современный канадский композитор, дирижер и музыкальный педагог. Штатный композитор симфонического оркестра Китченера-Уотерлу (1988—1991) и Канадской оперы (1993—1995), композитор года по версии Канадской организации исполнительских прав (PRO Canada, 1986), двукратный номинант на премию «Джуно» за классическую композицию года.

## Биография
Родился в 1954 году в Торонто. Окончил Королевскую музыкальную консерваторию с подготовительной степенью по классу фортепиано в 1973 году. В дальнейшем изучал композицию под руководством Уильяма Эндрюса и Самюэля Долена, окончив Королевскую музыкальную консерваторию по классу композиции в 1978 году. В 1976 и 1978 годах получил в лондонском Тринити-колледже первые степени по музыкальной теории и композиции. Продолжал брать уроки композиции в 1978—1981 годах в Лондоне у Джона Маккейба и в 1982 году в Нью-Йорке у Джона Корильяно.
Уже в начале 1970-х годов выступал как дирижер с различными местными оркестрами и ансамблями. С 1981 по 1985 год руководил семинарами камерной музыки Стратфордского фестиваля и в 1983—1985 годах был основным дирижером Фестивального театра. С 1987 по 2004 год занимал должность художественного директора Оркестра композиторов. Выступал как приглашенный дирижер с Торонтским и Виннипегским симфоническими оркестрами и симфоническим оркестром Китченера-Уотерлу. С 2000 года занимал пост директора ансамбля современной музыки Торонтского университета, а с 2002 года — координатора отделения теории и композиции в этом университете.
Как композитор демонстрирует приверженность классическим образцам, в творчестве Кулеши Энциклопедия музыки в Канаде фиксирует влияние таких авторов как Барток, Сибелиус и Лютославский, а также религиозной музыки XI века. В 1986 году стал членом совета Канадской лиги композиторов. С 1988 по 1991 год — штатный композитор симфонического оркестра Китченера-Уотерлу, с 1993 по 1995 год — штатный композитор Канадской оперы. Это сотрудничество завершилось постановкой первой оперы Кулеши «Красная Эмма» (англ. Red Emma, по одноименной драме Кэрол Болт), премьера которой состоялась в ноябре 1995 года. В 1995 году назначен композитором-консультантом Торонтского симфонического оркестра, в исполнении которого впервые прозвучали такие произведения Кулеши как Симфония для двух дирижеров и оркестра (1998) и «The True Colour of the Sky» (2000). Премьерными исполнениями произведений Кулеши дирижировали также Пинхас Цукерман (с оркестром Национального центра искусств: «Syllables of Unknown Meaning», 2002;«The Boughs of Music», 2005) и Оливер Нассен (Вторая симфония, 2005). Премьера второй оперы Кулеши, «Последняя дуэль» (англ. The Last Duel, на либретто Майла Альбано), состоялась в Торонтском университете в 2000 году. Премьера Третьей симфонии в исполнении оркестра Национального центра искусств состоялась в 2007 году.

## Награды и звания
В 1986 году был признан композитором года Канадской организацей исполнительских прав (PRO Canada, 1986). Кулеша стал самым молодым из канадских композиторов, удостоенных этого звания. В 2002 году удостоен композиторской премии Национального центра искусств.
Двукратный номинант на премию «Джуно» за классическую композицию года: в 1990 году за Третий камерный концерт и в 2000 году за композицию «The Book of Mirrors».